# Budynek Lotosu we Wrocławiu
Wieżowiec Lotos – budynek mieszkalno-usługowy przy ulicy Grabiszyńskiej 9 we Wrocławiu. Potocznie nazywany Hotelem Samotnych lub Domem Singla.

## Historia budynku

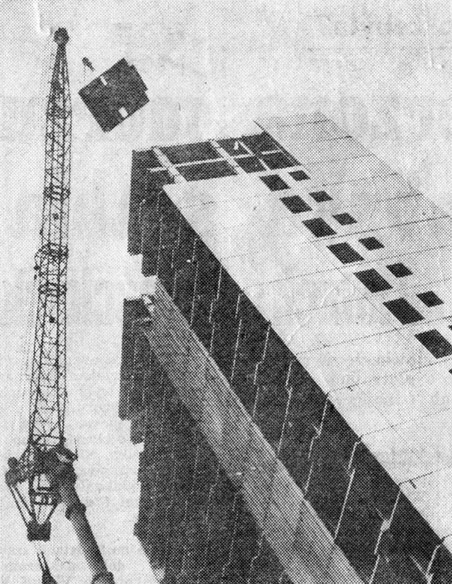
„Lotos” w czasie budowy – 9 października 1972

Budynek został wzniesiony w latach 1971–1972 i był ostatnim etapem budowy osiedla mieszkaniowego Plac PKWN – zespołu bloków mieszkalnych przy dzisiejszym Placu Legionów; ze względu na swą wysokość miał stanowić jego dominantę. Dwie pierwsze kondygnacje budynku pełnią funkcje usługowo-handlowe, dawniej mieściła się tam kawiarnia „Lotos”, od której nazwę wziął cały budynek. Obecnie swoje siedziby mają tam niewielkie placówki handlowe i usługowe (biuro podróży, lumpeks i inne). W zamyśle projektantów miał być to dom mieszkalny z lokalami o niewielkiej powierzchni, który łatwo można by było zaadaptować na hotel, ten pomysł nigdy jednak nie został zrealizowany. W chwili obecnej w wieżowcu mieści się 196 mieszkań, z czego 182 to mieszkania typu M1, a pozostałe 14 to mieszkania M2. Nie został również urzeczywistniony inny pomysł architektów – na dachu wieżowca miała powstać restauracja z tarasem widokowym, z którego można by było podziwiać panoramę Wrocławia.